# Borrby
Borrby is een plaats in de gemeente Simrishamn in Skåne, de zuidelijkste provincie van Zweden. Het heeft een inwoneraantal van 947 (2005) en een oppervlakte van 87 hectare. Deze plaats ligt tussen de plaatsen Simrishamn en Ystad.
In Borrby staat de, in de 11e eeuw gebouwde, Sankta Maria kerk (Zweeds:Sankta Maria Kyrka).

## Foto's

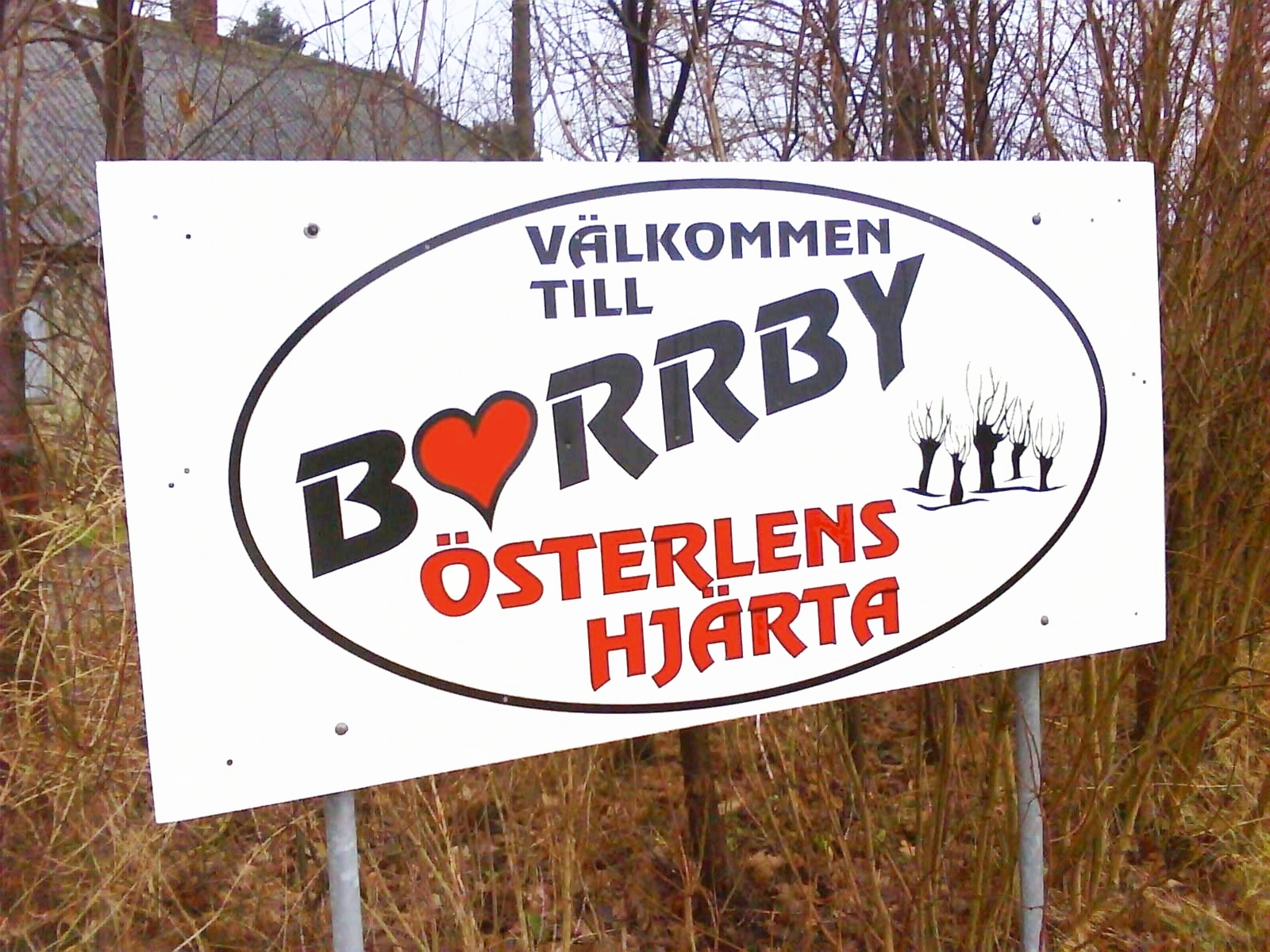
‘Welkom in Borrby’
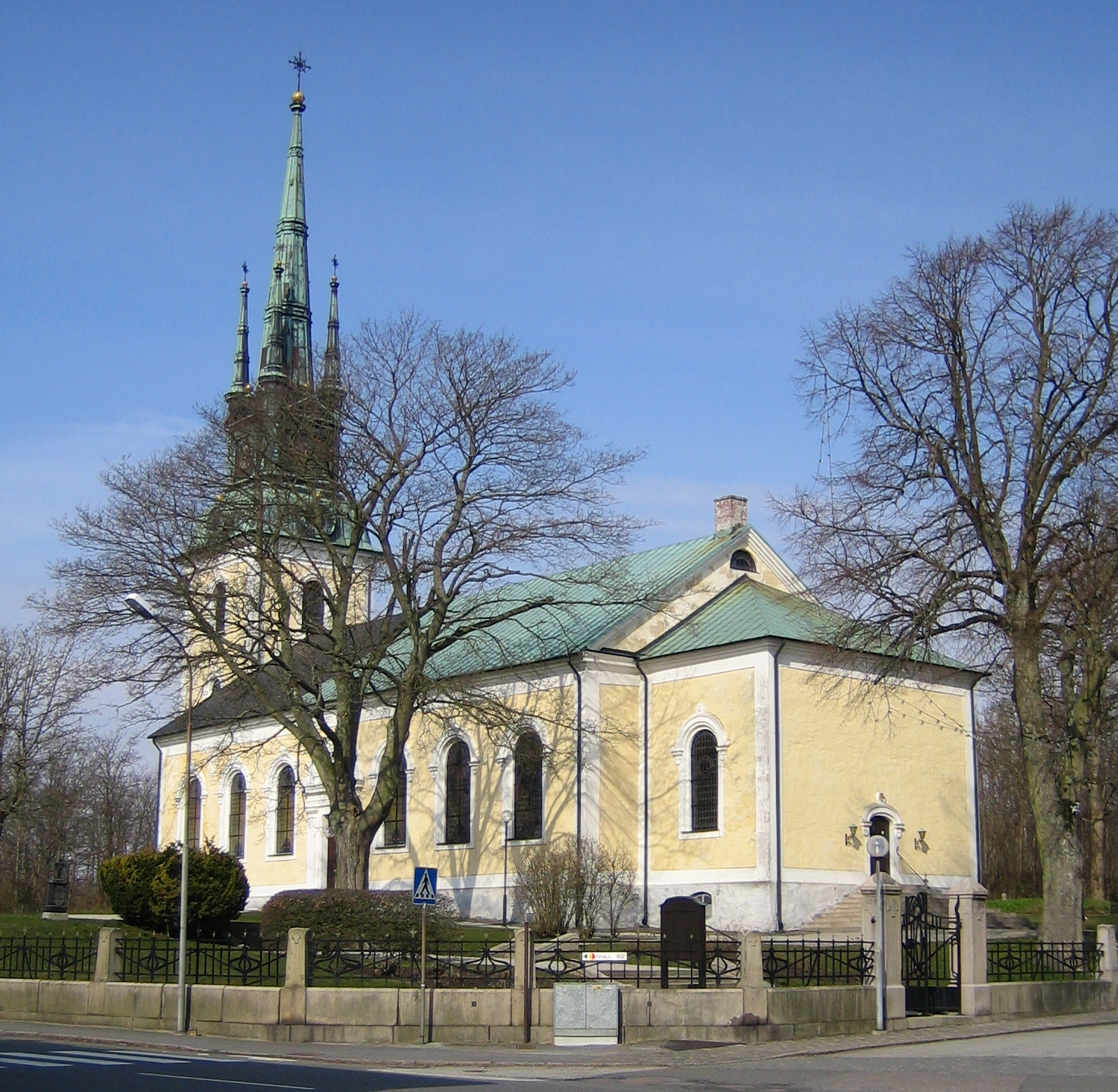
De kerk
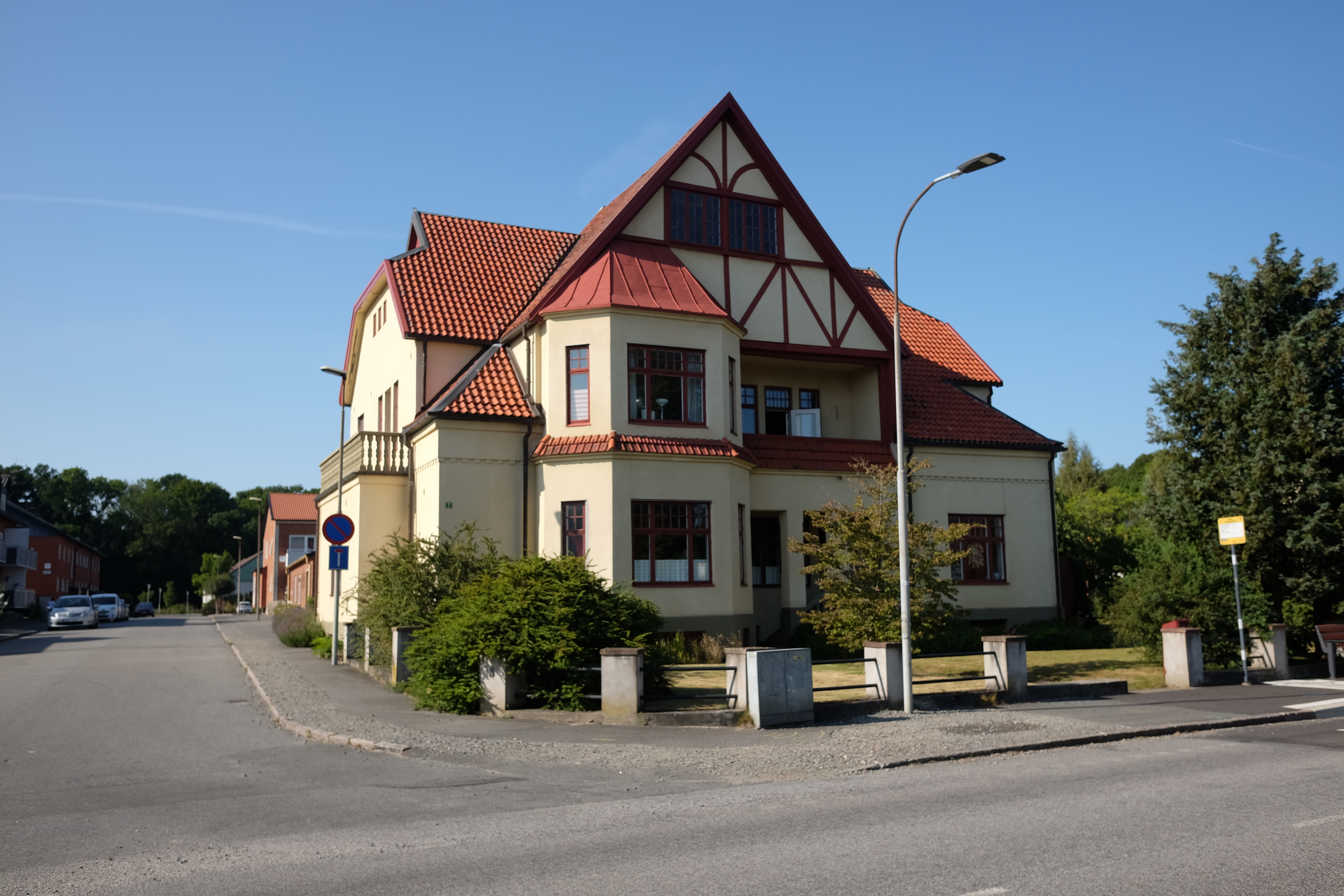
Villa
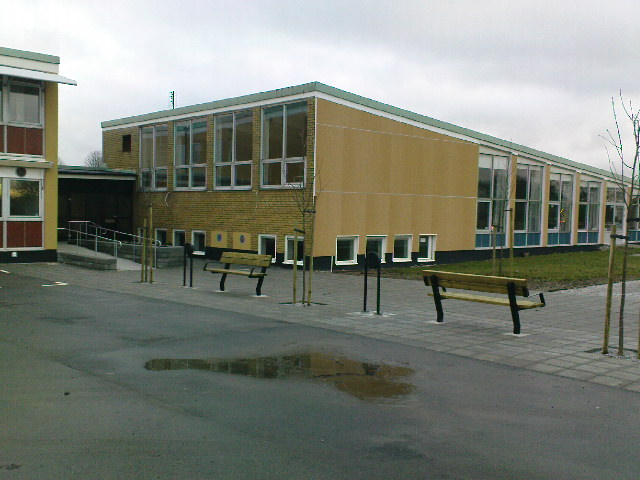
School